# Michelle Gurevich

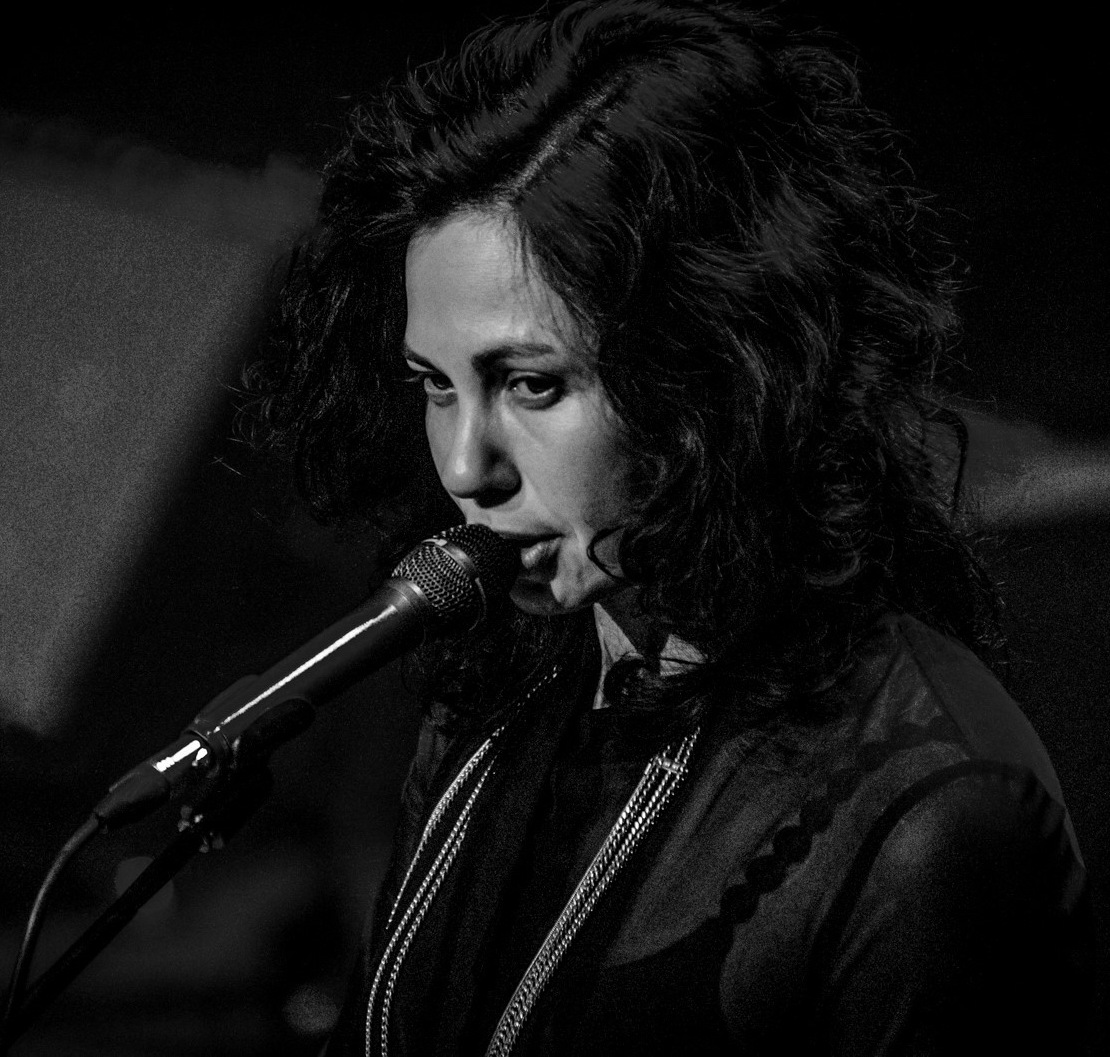
Michelle Gurevich (2016)

Michelle Gurevich (geboren 1980 in Toronto, Ontario) ist eine kanadische Singer-Songwriterin, die auch unter ihrem früheren Künstlernamen Chinawoman bekannt ist. Ihre Musik ist stark von ihrer russischen Herkunft beeinflusst und wird oft den Indie-Subgenres Slowcore und Lo-Fi-Pop zugerechnet. Michelle Gurevich absolvierte regelmäßige Auftritte in Russland; ihre beständigste Fangemeinde hat sie in Osteuropa.

## Biografie
Michelle Gurevich kam als Kind russischer Auswanderer zur Welt, die sich in Toronto niedergelassen hatten. Ihr Vater hatte zuvor als Ingenieur in Leningrad gearbeitet. Ihre ursprünglich aus Odessa stammende Mutter war Ballerina beim Mariinski-Ballett, gehörte dort zum Stamm-Set und konnte ihre berufliche Profession auch nach der Emigration nach Kanada weiter verfolgen. Die Mutter war gegenüber dem musikalischen Interesse ihrer Tochter offen eingestellt und unterstützte deren Ambitionen mit Wohlwollen. Die musikalischen Einflüsse während Michelles Kindheit und Jugendzeit waren unterschiedlich. Unmittelbar geprägt war sie von russischer Unterhaltungsmusik – vor allem Alla Pugatschowa, Nikolai Skichenko und Alexander Serow. Später hinzu kamen Pop- und Rockmusik-Einflüsse von Bands wie Nirvana, Pearl Jam, Metallica oder der Singer-Songwriterin Tori Amos.
Beruflich betätigte sie sich zunächst als Cutterin bei unterschiedlichen Film-Postproduktionen. Parallel versuchte sie sich am Drehen eigener Kurzfilme. Da sie in ihrem weiteren Bekanntenkreis immer mehr Musiker kennenlernte, startete sie erste Versuche, auf diesem Gebiet ihr Talent auszuprobieren. 2005 beschaffte sie sich ein Keyboard sowie eine Gitarre und begann, in ihrer Wohnung Musik zu produzieren. Die Instrumentierung konzentrierte sich auf Gitarre-, Bass- und Schlagzeug-unterlegte Synthesizerstücke, das Liedmaterial auf eingängige Harmonien mit drei Akkorden – ein Schema, das sich, wie sie fand, gut variieren ließ.
Das erste Album, Party Girl, erschien 2007. Wie alle Veröffentlichungen von Michelle Gurevich wurde es über eigene Kanäle distributiert. Der Titelsong des Albums avancierte zu einem ihrer größten Hits. Nach der Veröffentlichung verschwand die Sängerin monatelang von der Bildfläche, lebte in den Wäldern, campte und arbeitete eine Zeitlang auf einer Öko-Farm. Nach ihrer Rückkehr stelle sie fest, dass das Album ziemlich erfolgreich war – vor allem unter Musikbegeisterten der russischen Independent- und Hipster-Szene. Die russische Ausgabe des Musikmagazins Rolling Stone veröffentlichte eine Kritik; flankierend hinzu kamen Konzertauftritte in Moskau sowie St. Petersburg.
Mit dem Erscheinen ihres zweiten Albums (Show Me The Face, 2010) verbreiterte sich Gurevichs Bekanntheitsgrad. Schwerpunkt blieb weiter Osteuropa. Hinzu kamen Auftritte in Georgien und der türkischen Metropole Istanbul. Für die zu dieser Zeit auf dem Taksim-Platz agierende Oppositionsbewegung schrieb sie das Lied A Kiss in Taksim Square. 2010 erfolgte der Umzug nach Berlin. Die Entscheidung für Berlin begründete die Sängerin mit einer größeren örtlichen Nähe zu ihrem Publikum. Gurevichs Umzug von Toronto nach Berlin erwies sich speziell hinsichtlich der Live-Auftritte als wichtiger Wendepunkt. Musste sie sich während ihrer Zeit in Toronto noch mit kleineren Shows zufriedengeben, absolvierte sie nunmehr regelmäßig ausverkaufte Konzerte mit 500 bis 1000 Teilnehmern – unter anderem in Bukarest, Paris, Zagreb, Athen und Vilnius.

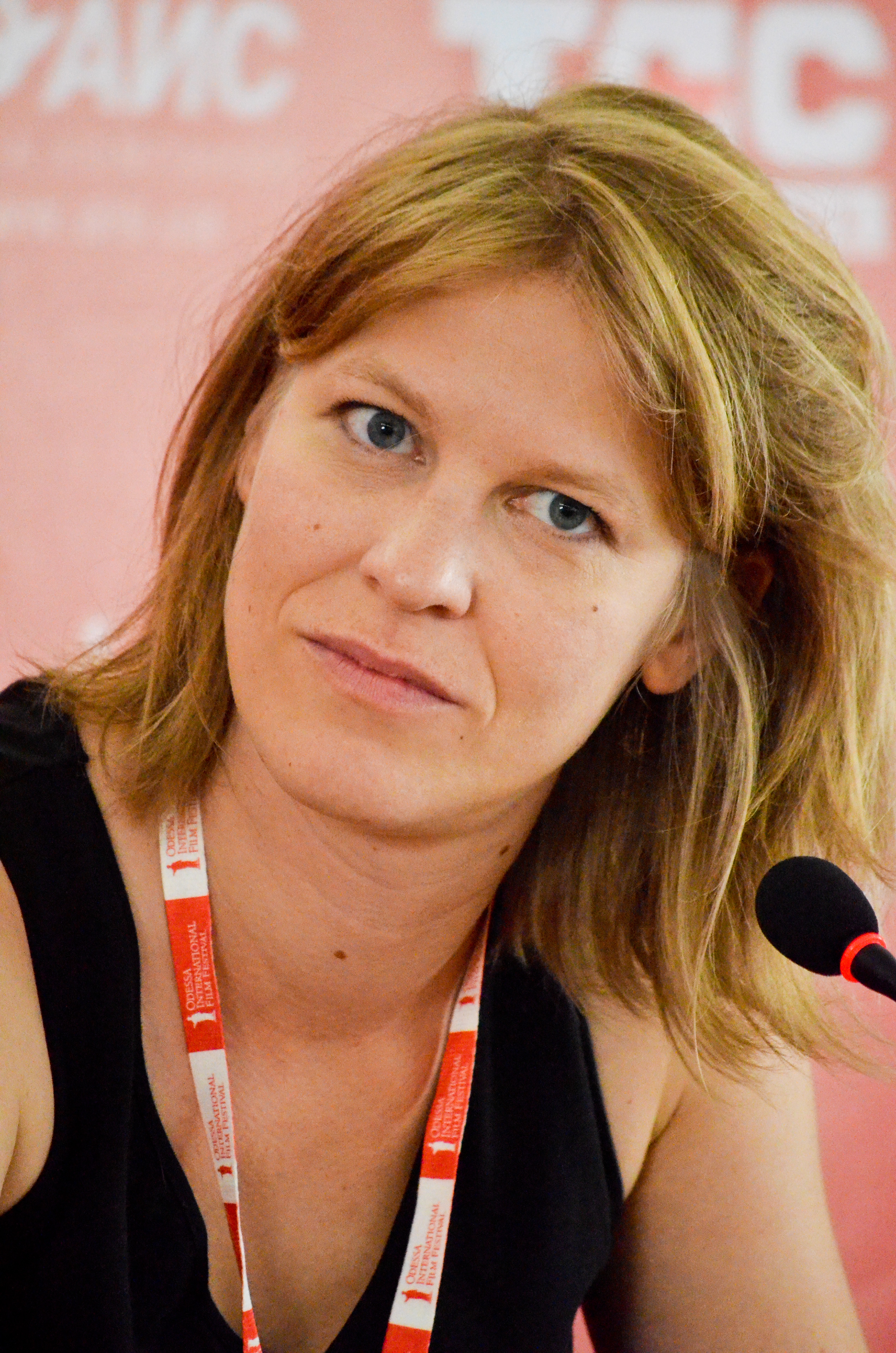
Die französische Filmemacherin Claire Burger (2015)

Auch ihre Songs erfuhren eine breitere Verwendung. Sie liefen auf russischen Modenschauen ebenso wie auf entsprechenden Events weltbekannter Markenhersteller wie zum Beispiel Yves Saint Laurent, Dries Van Noten und Victoria Beckham. Hinzu kamen Song-Verwendungen im Zug von Filmproduktionen. 2012 avancierte ihr Stück Love are Strangers zum Titelsong für den lettischen Film Kolka Cool. Russian Ballerina – ein Stück über das Leben ihrer Mutter – kam bei der Vermarktung des Nokia-Smartphones Lumia 1020 zum Zug. Das aus dem lothringischen Forbach stammende Regie-Trio Marie Amachoukeli, Claire Burger und Samuel Theis verwendete den Song Party Girl für ihren gleichnamigen Film aus dem Jahr 2014 – ein Drama um eine alternde Animierdame, die versucht, sich noch einmal auf eine Partnerschaft einzulassen.
Ihre ersten drei Alben – die 2007 erschienene Veröffentlichung Party Girl, Show me the Face von 2010 und Let’s Part in Style von 2014 – hatte Michelle Gurevich unter dem Namen Chinawoman veröffentlicht – ein Künstlername, unter dem sie auch ihre Vermarktung als Musikerin betrieb. Ursprünglich eine Verlegenheitslösung beim Anlegen eines Passworts für die Musikbearbeitungssoftware GarageBand, entschloss sie sich schließlich zur Aufgabe dieses Pseudonyms. Konkreter Auslöser war der Vorwurf kultureller Aneignung – vorgetragen von Hilda Hoy, einer Journalistin mit chinesischen Wurzeln. Als Reaktion auf Hoys öffentlich vorgetragene Kritik entschloss sich Michelle Gurevich, das Pseudonym ad acta zu legen und ihre Karriere unter ihrem ursprünglichen Namen fortzusetzen.
Die folgenden drei Alben – New Decadence, Exciting Times und Escstasy In The Shadow of Ecstasy – erschienen in den Jahren 2016, 2018 und 2020. Von New Decadence erschienen zwei Single-Auskoppelungen: First Six Months of Love und Drugs Saved My Life. Zwei weitere, aus dem Jahr 2021 stammende Singles – No One Answer und Goodbye My Dictator – waren auf keinem der bisher erschienenen Alben enthalten.
Anfang der 2020er zog Michelle Gurevich nach Dänemark, wo sie zusammen mit ihrer dänischen Frau und deren Tochter lebt. Eigenen Angaben zufolge ist Berlin für sie allerdings weiter wichtige Inspirationsquelle sowie musikalischer Aktivitätsschwerpunkt.

## Stil und Resonanz
Michelle Gurevichs Musik, deren Charakteristikum vielen Medien zufolge der Umstand ist, dass sie im Schlafzimmer entstehe, basiert auf zwei Schienen: a) dem Komponieren und Einspielen – beides Vorgänge, die in einer Art Heimstudio-Modus erfolgen, b) Live-Auftritten, bei denen Begleitmusiker mit zum Zug kommen. Darüber hinaus nutzt die Sängerin ihre filmtechnischen Fachkenntnisse für die Produktion ihrer Videoclips. Der Clip zu dem Stück Love Are Strangers ist beispielsweise mit Amateurkamera-Material unterlegt, das während eines Familienfestes entstand.
Stilistisch ist ihre – durchgehend mit englischsprachigen Texten vorgetragene – Musik stark von ihrer russischen Herkunft geprägt; stilistisch wird sie regelmäßig den Richtungen Slowcore und Lo-Fi-Pop zugerechnet. Aufgrund ihrer tiefen Alt-Stimme und der stark von Moll-Tönen grundierten Stimmung ihrer Songs werden vergleichshalber oft Nico, Leonard Cohen sowie die britische Sängerin Tanita Tikaram aufgeführt. Michelle Gurevich führt als Vorbilder unter anderem folgende Künstler auf: Alla Pugatschowa, Charles Aznavour, Lucio Dalla, Adriano Celentano, Amanda Lear, Wladimir Wyssozki und Leonard Cohen. Bei ihrer Arbeitsweise sei es ihr wichtig, an einem Song so lange zu feilen, bis er stimme. Als Künstlerin schließlich gehöre sie einer Generation an, die es gelernt habe, die Möglichkeiten des Internets offensiv für sich zu nutzen.
Die Autorin Julijana Zhabeva-Papazova hat für das in Bratislava erscheinende Musikwissenschafts-Magazin Musicologica Gurevichs Musik sowie ihren vor allem in Osteuropa beachtlichen Erfolg mit folgenden Worten einzuordnen versucht: „Die meisten ihrer Alben entstehen im Westen, aber in Ost- und Mitteleuropa stößt sie auf mehr Interesse beim Publikum und erhält mehr Angebote für Konzerte. Ihre Musik ist Teil der Indie-Szene und bietet eine Mischung aus mehreren Inspirationsquellen aus der sowjetischen Popmusik, meist Balladen, kombiniert mit Elementen westlicher Indie-Musik wie Indie-Dream-Pop oder Lo-Fi.“
Die dänische Livestyle-Webseite Heartbeat schrieb: „Ihr Sound geht deutlich musikalisch auf den Soundtrack ihrer Kindheit zurück, nämlich auf die russischen und europäischen 70er-Jahre-LPs ihrer Eltern sowie auf Kultfilme aus derselben Zeit. Eine perfekte Mischung, die auf einer queeren Party in Berlin genauso gut passt wie in einem der prachtvollen Jugendstilcafés Europas bei einem Glas Cognac.“

## Diskografie
Die ersten drei Studioalben wurden vermarktet unter dem Pseudonym Chinawoman.

### Studioalben
- 2007: Party Girl (Eigenveröffentlichung)
- 2010: Show Me the Face (Eigenveröffentlichung)
- 2014: Let’s Part in Style (Eigenveröffentlichung)
- 2016: New Decadence (Eigenveröffentlichung)
- 2018: Exciting Times (Eigenveröffentlichung)
- 2020: Ecstacy in the Shadow of Ecstacy (Eigenveröffentlichung)
- 2024: It Was The Moment (Eigenveröffentlichung)

### Singles
- 2016: First Six Months of Love (Eigenveröffentlichung)
- 2016: Drugs Saved My Life (Eigenveröffentlichung)
- 2017: Party Girl (Maksim Room 303 Edit) (Eigenveröffentlichung)
- 2021: No One Answer (Eigenveröffentlichung)
- 2022: Goodbye My Dictator (Eigenveröffentlichung)